# POI
POI (Points Of Interest) – hasznos helyek, érdekes pontok: 
Különböző helyzetmeghatározó programok által használt kifejezés, mely a számunkra (vagy mások számára) fontos helyek, pontok jelölésére szolgál. 
POI lehet turisztikai látványosság, hotel, étterem, bankautomata, gyógyszertár, orvosi rendelő, üzlet, benzinkút, mozi, iskola, templom, vízcsap, wc stb., hisz mindenki számára más lehet hasznos. Ezen pontok információi közt megtalálhatók az általános információkon túl (utca, házszám, telefonszám stb.) a földrajzi koordinátái is. 
A POI pontok egy részét, a GPS (Global Positioning System – Globális Helyzetmeghatározó Rendszer) térképszoftverek készítői többnyire beépítik programjaikba, ám korántsem annyit, mint amennyire a felhasználók vágynak. Épp ezért a szoftverek többségében a POI-k sora egyénileg bővíthető. Az aktuális helyszínen állva (vagy emlékezetből a térképen megjelölve), általában egy egyszerű kattintás, és már írhatjuk is be a POI nevét, majd az elmentett adat máris elérhetővé válik, bármely későbbi kattintáskor. 
Ilyen módon adható meg akár a geocaching elnevezésű játékban elrejtett ládák helyzete.